# موتور هیوندای تتا
هیوندای تتا از خانواده موتورهای چهار سیلندر بنزینی خودرو است. سومین موتور تمام آلومینیومی شرکت هیوندای موتور در نسل چهارم سدان هیوندای سوناتا (با نام رمز NF) که در اوت ۲۰۰۴ در کره جنوبی رونمایی شد، معرفی شد. هیوندای موتور ساخت آلاباما (HMMA) یک موتورخانه تتا II در محوطه کارخانه خودروسازی مونتگومری خود در آلاباما ایجاد کرد.

## اتحاد موتور جهانی
اتحاد موتور جهانی یک سرمایه‌گذاری مشترک بین کرایسلر، میتسوبیشی موتورز و شرکت هیوندای موتور برای توسعه خطی از موتورهای چهار سیلندر مشترک بود. طراحی اولیه بلوک موتور و سرسیلندر توسط هیوندای انجام شد. با این حال، هر سازنده انواع طراحی اولیه خود را بر اساس نیاز خود به‌طور متفاوتی پیکربندی کرد. در سال ۲۰۰۹، کرایسلر سهام میتسوبیشی و هیوندای را در سرمایه‌گذاری مشترک خریداری کرد. با این حال، هر شرکت حقوق ساخت موتورها را حفظ کرد.

## جزییات فنی

### تتا
این موتور دارای میل‌بادامک‌های دوگانه از جنس استنلس استیل توخالی (DOHC) با لوب‌های بادامک پودری فلزی، اتاقک‌های احتراق سقفی و شیرهای سطلی بدون درز در سرسیلندر است. بورگ‌وارنر Morse TEC سیستم زمان‌بندی کاملی را ارائه می‌کند که از زنجیره‌های زمان‌بندی بی صدا اختصاصی این شرکت استفاده می‌کند. زمانبندی متغیر سوپاپ (CVVT) در سمت ورودی کار می‌کند.
بلوک موتور آلیاژ آلومینیوم، که با استفاده از روش ریخته‌گری فشار بالا شکل می‌گیرد، دارای یک ماژول شفت تعادل از نوع کاست عرضه شده منحصر به فرد متالداین با پمپ روغن دو مرحله ای داخلی است. در قسمت پایین، بلوک توسط یک قاب نردبانی تقویت می‌شود. سایر ویژگی‌های قابل توجه عبارتند از میله‌های اتصال فورج فورج شده با شکستگی که توسط سینترون و منیفولد اگزوز فولادی ضدزنگ ساخته شده‌اند.
نرم‌افزار EMS تتا (سیستم مدیریت موتور) EMS-II از زیمنس VDO است و PCM 32 بیتی (ماژول کنترل نیروگاه) مقدار هوای ورودی را با استفاده از یک سنسور ضد آلودگی نوع فیلم داغ MAF (جریان هوای انبوه) محاسبه می‌کند.
اولین نسخه موتور تتا دارای سه نوع ۱٫۸ لیتری، ۲٫۰ لیتری و ۲٫۴ لیتری بود.

#### ۱٫۸ لیتر (G4KB)
نسخه ۱٫۸ لیتری یک موتور ۴ سیلندر خطی است که دارای نسبت تراکم ۱۰٫۵:۱ است. موتور ۱۳۳–۱۳۸ اسب بخار متری (۹۸–۱۰۱ کیلووات؛ ۱۳۱–۱۳۶ اسب بخار) می‌کند در ۶۰۰۰–۶۲۰۰ دور در دقیقه و ۱۶٫۹–۱۷٫۵ کیلوگرم متر (۱۲۲–۱۲۷ پوند-فوت؛ ۱۶۶–۱۷۲ نیوتن متر) گشتاور در ۴۲۵۰ دور در دقیقه.
برنامه‌های کاربردی
- کیا اپتیما (MG) (۲۰۰۵–۲۰۰۸)

#### ۲٫۰ لیتر (G4KA)
نسخه ۲٫۰ لیتری یک موتور ۴ سیلندر خطی است که دارای سوراخ و کورس ۸۶ است. میلی‌متر و نسبت تراکم ۱۰٫۵:۱. موتور ۱۴۴–۱۵۱ اسب بخار متری (۱۰۶–۱۱۱ کیلووات؛ ۱۴۲–۱۴۹ اسب بخار) می‌کند در ۶۰۰۰ دور در دقیقه و ۱۹٫۱–۱۹٫۸ کیلوگرم متر (۱۳۸–۱۴۳ پوند-فوت؛ ۱۸۷–۱۹۴ نیوتن متر) گشتاور در ۴۰۰۰–۴۲۵۹ دور در دقیقه. به جای تسمه از زنجیر تایم استفاده می‌کند و وزن خشک موتور ۱۳۴ کیلوگرم (۲۹۵ پوند) است.
برنامه‌های کاربردی
- هیوندای سوناتا (NF) (۲۰۰۴–۲۰۰۷)
- کیا کارنس/روندو (UN) (۲۰۰۶–۲۰۱۳)
- کیا اپتیما (MG) (۲۰۰۵–۲۰۰۷)

#### ۲٫۴ لیتر (G4KC)
نسخه ۲٫۴ لیتری یک موتور ۴ سیلندر خطی است که حفره ۸۸٫۰ را حمل می‌کند. میلی‌متر، سکته مغزی ۹۷٫۰ میلی‌متر و نسبت تراکم ۱۰٫۵:۱. وزن خشک موتور ۱۴۶ کیلوگرم (۳۲۲ پوند) است و ۱۶۵ اسب بخار متری (۱۲۱ کیلووات؛ ۱۶۳ اسب بخار) می‌شود در ۵۸۰۰ دور در دقیقه و ۲۲٫۳–۲۳ کیلوگرم متر (۱۶۱–۱۶۶ پوند-فوت؛ ۲۱۹–۲۲۶ نیوتن متر) گشتاور در ۴۲۵۰ دور در دقیقه.
برنامه‌های کاربردی
- هیوندای گراندور (TG) (۲۰۰۵–۲۰۰۸)
- هیوندای سوناتا (NF) (۲۰۰۴–۲۰۰۷)
- کیا اپتیما (MG) (۲۰۰۵–۲۰۰۸)
- کیا روندو (۲۰۰۸–۲۰۰۷)

### تتا II

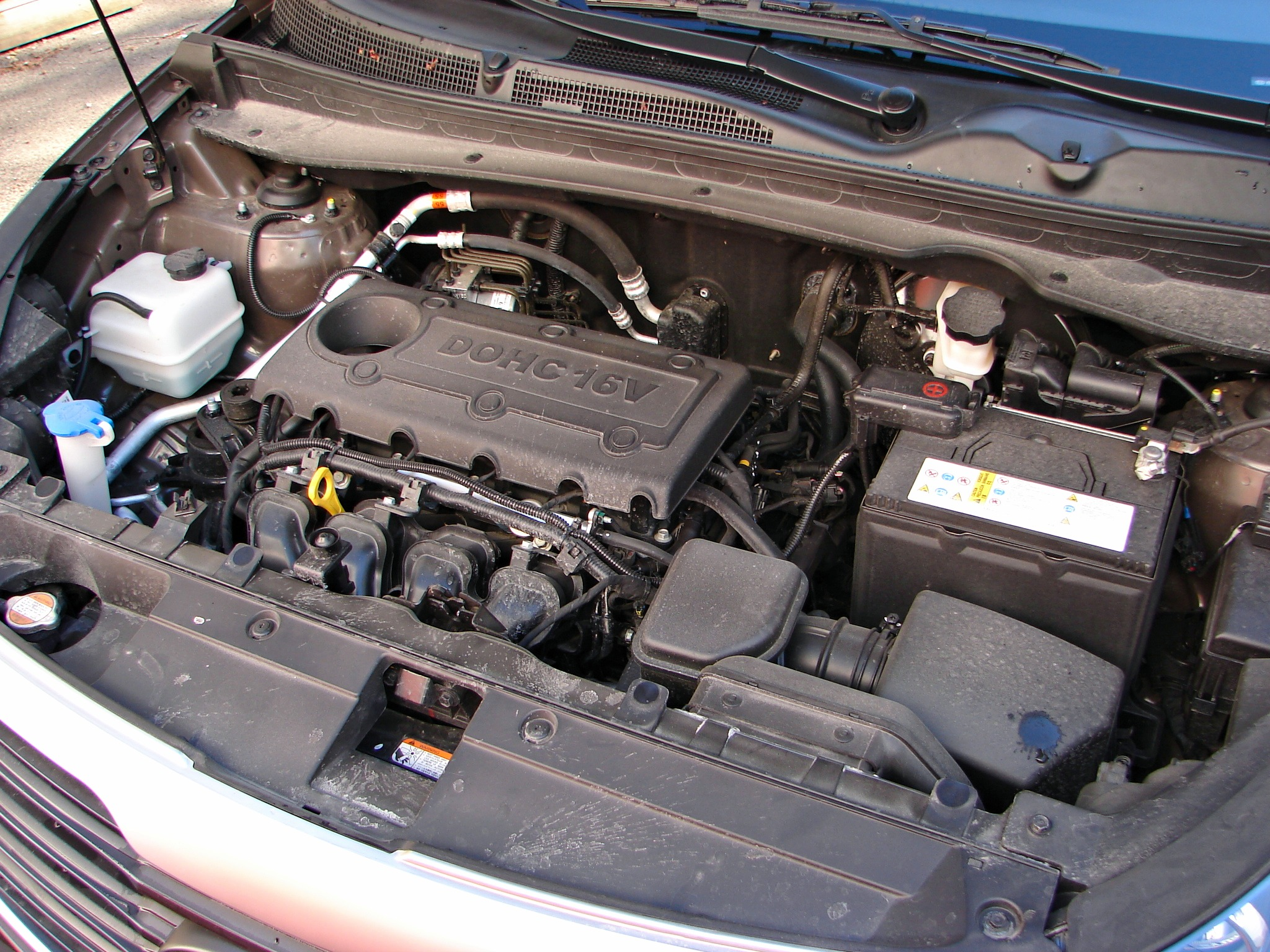
موتور ۲٫۰ لیتری (Theta II (G4KD در کیا اسپورتیج

نسل دوم موتور تتا CVVT را در قسمت اگزوز و همچنین یک VIS دو طرفه اضافه کرد و در دو اندازه ۲٫۰ و ۲٫۴ لیتری عرضه شد.

#### ۲٫۰ لیتر (MPI (G4KD
موتور ۲٫۰ لیتری Theta II MPi دارای نسبت تراکم ۱۰٫۵:۱ است و ۱۶۵ اسب بخار متری (۱۲۱ کیلووات؛ ۱۶۳ اسب بخار) را تولید می‌کند. در ۶۲۰۰ دور در دقیقه و ۲۰٫۱–۲۰٫۲ کیلوگرم متر (۱۴۵–۱۴۶ پوند-فوت؛ ۱۹۷–۱۹۸ نیوتن متر) گشتاور در ۴۵۰۰–۴۶۰۰ دور در دقیقه.
برنامه‌های کاربردی
- هیوندای توسان/(ix35 (LM) (۲۰۰۹–۲۰۱۵
- هیوندای سوناتا (۲۰۱۴–۲۰۰۷)
- کیا فورته (TD) (۲۰۰۸–۲۰۱۲)
- Kia Optima/K5 (۲۰۰۸–۲۰۱۲)
- کیا اسپورتیج (SL) (۲۰۱۰–۲۰۱۳)

#### ۲٫۴ لیتر (MPI (G4KE

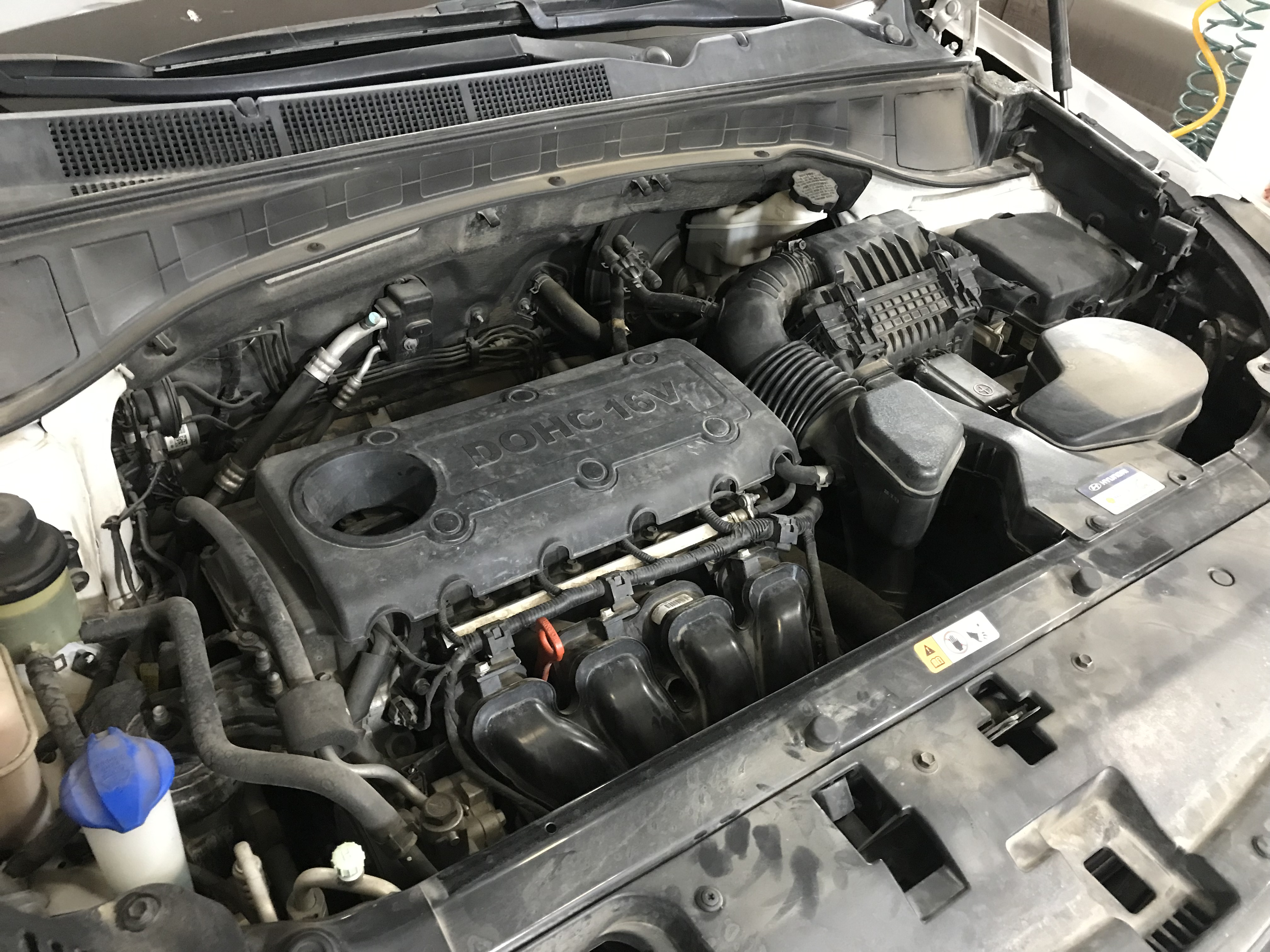
متوز تتا ۲ ۲٫۴ لیتری MPI در هیوندای سانتافه

موتور ۲٫۴ لیتری (Theta II MPi (G4KE دارای نسبت تراکم ۱۰٫۵:۱ است و ۱۷۸–۱۷۹ اسب بخار متری (۱۳۱–۱۳۲ کیلووات؛ ۱۷۶–۱۷۷ اسب بخار) را تولید می‌کند. در ۶۰۰۰ دور در دقیقه و ۲۳٫۲–۲۳٫۵ کیلوگرم متر (۱۶۸–۱۷۰ پوند-فوت؛ ۲۲۸–۲۳۰ نیوتن متر) گشتاور در ۴۰۰۰ دور در دقیقه.
برنامه‌های کاربردی
- هیوندای آزرا (HG) (۲۰۱۳–۲۰۱۶)
- هیوندای گراندور (TG) (۲۰۰۸–۲۰۱۱)
- هیوندای سانتافه (۲۰۲۰–۲۰۱۰)
- هیوندای سوناتا (۲۰۱۹–۲۰۰۷)
- هیوندای توسان (۲۰۲۰–۲۰۱۰)
- کیا کادنزا (۲۰۱۹–۲۰۰۹)
- کیا فورته (TD) (۲۰۰۸–۲۰۱۲)
- کیا اپتیما (۲۰۱۹–۲۰۰۸)
- کیا روندو (۲۰۱۳–۲۰۰۸)
- کیا اسپورتیج (۲۰۲۱–۲۰۱۱)
- کیا سورنتو (۲۰۱۹–۲۰۰۹)

#### ۲٫۴ لیتر (FR MPI (G4KG
موتور ۲٫۴ لیتری تتا ۲ (FR MPi (G4KG برای کاربردهای RWD است و نسبت تراکم ۱۰٫۵:۱ دارد و ۱۷۵ اسب بخار متری (۱۲۹ کیلووات؛ ۱۷۳ اسب بخار) تولید می‌کند. در ۶۰۰۰ دور در دقیقه و ۲۳٫۲ کیلوگرم متر (۱۶۸ پوند-فوت؛ ۲۲۸ نیوتن متر) گشتاور در ۴۲۰۰ دور در دقیقه.
برنامه‌های کاربردی
- هیوندای استارکس (TQ) (۲۰۰۷–۲۰۲۱)

#### ۲٫۴ لیتر (GDI (G4KJ
تتا ۲ GDi در نوامبر ۲۰۰۹ معرفی شد و با نسل ششم سوناتا شروع شد و بهبودهایی شامل تغییر به GDI می‌شود. نسبت فشرده سازی ۱۱٫۳:۱ است، نسخه‌های اولیه بین ۲۰۱–۲۰۳ اسب بخار متری (۱۴۸–۱۴۹ کیلووات؛ ۱۹۸–۲۰۰ اسب بخار) رتبه‌بندی شده‌اند. در ۶۳۰۰ دور در دقیقه و ۲۵٫۵ کیلوگرم متر (۱۸۴ پوند-فوت؛ ۲۵۰ نیوتن متر) گشتاور در ۴۲۵۰ دور در دقیقه در حالی که نسخه‌های بعدی ۱۸۸ اسب بخار متری (۱۳۸ کیلووات؛ ۱۸۵ اسب بخار) درجه‌بندی شدند. در ۶۰۰۰ دور در دقیقه و ۲۴٫۶ کیلوگرم متر (۱۷۸ پوند-فوت؛ ۲۴۱ نیوتن متر) گشتاور در ۴۰۰۰ دور در دقیقه.
برنامه‌های کاربردی
- هیوندای گراندور/آزرا (۲۰۱۹–۲۰۱۱)
- هیوندای سانتافه (۲۰۲۰–۲۰۱۲)
- هیوندای سوناتا (۲۰۱۹–۲۰۰۹)
- هیوندای توسان (TL) (۲۰۱۵–۲۰۲۰)
- کیا کادنزا (۲۰۱۹–۲۰۱۱)
- کیا (KX7 (۲۰۱۶–۲۰۲۱
- کیا اپتیما (۲۰۱۹–۲۰۱۰)
- کیا اسپورتیج (۲۰۲۱–۲۰۱۰)
- کیا سورنتو (UM) (۲۰۱۴–۲۰۲۰)

### تتا ۲ توربو

#### ۲٫۰ لیتر FR توربو (MPI (G4KF
توربو استفاده شده یک مدل TD۰۴ میتسوبیشی است، بلوک مورد استفاده بسیار شبیه موتور ۴B11T است که در میتسوبیشی لنسر رولوشن ایکس یافت می‌شود، زیرا گفته می‌شود اجزای اصلی مانند پیستون‌ها و میله‌ها آزادانه بین آنها حرکت می‌کنند، با این حال، این دو موتور هستند. یکسان نیست ۴B11T یک بلوک عرشه نیمه بسته با معابر روغن و خنک‌کننده بزرگتر است، در حالی که تتا یک بلوک عرشه باز است.
برای کاربردهای مبتنی بر RWD، ۲٫۰ لیتری توربو MPI در جنسیس کوپه ۲۰۱۲–۲۰۰۹، نسبت تراکم ۹٫۵:۱ است و ۲۱۰–۲۱۳ اسب بخار متری (۱۵۴–۱۵۷ کیلووات؛ ۲۰۷–۲۱۰ اسب بخار) تولید می‌کند. در ۶۰۰۰ دور در دقیقه و روی بنزین ۹۱ RON/۸۷ اکتان (AKI) و ۲۲۶ اسب بخار متری (۱۶۶ کیلووات؛ ۲۲۳ اسب بخار) در ۶۰۰۰ دور در دقیقه در اکتان ۹۸ RON/۹۳ (AKI). گشتاور ثابت باقی می‌ماند در ۳۰٫۵ کیلوگرم متر (۲۲۱ پوند-فوت؛ ۲۹۹ نیوتن متر) در ۲۰۰۰ دور در دقیقه.
برای جنسیس کوپه ۲۰۱۴–۲۰۱۳ فیس لیفت شده، موتورها با یک توربوشارژر دوقلو جدید، نسبت تراکم ۹٫۰:۱ و نسخه جدیدتر که اکنون ۲۶۰–۲۶۴ اسب بخار متری (۱۹۱–۱۹۴ کیلووات؛ ۲۵۶–۲۶۰ اسب بخار) تولید می‌کند، ارتقا یافته‌اند. در ۶۰۰۰ دور در دقیقه و ۳۶ کیلوگرم متر (۲۶۰ پوند-فوت؛ ۳۵۳ نیوتن متر) گشتاور بین ۲۰۰۰ تا ۴۵۰۰ دور در دقیقه روی بنزین ۹۱ RON/۸۷ اکتان (AKI) و ۲۷۵–۲۷۹ اسب بخار متری (۲۰۲–۲۰۵ کیلووات؛ ۲۷۱–۲۷۵ اسب بخار) در ۶۰۰۰ دور در دقیقه و ۳۸ کیلوگرم متر (۲۷۵ پوند-فوت؛ ۳۷۳ نیوتن متر) گشتاور بین ۲۰۰۰ تا ۴۵۰۰ دور در دقیقه روی اکتان ۹۸ RON/۹۳.
برنامه‌های کاربردی
- هیوندای جنسیس کوپه (۲۰۱۴–۲۰۰۹)

#### ۲٫۰ لیتر توربو (GDI (G4KH

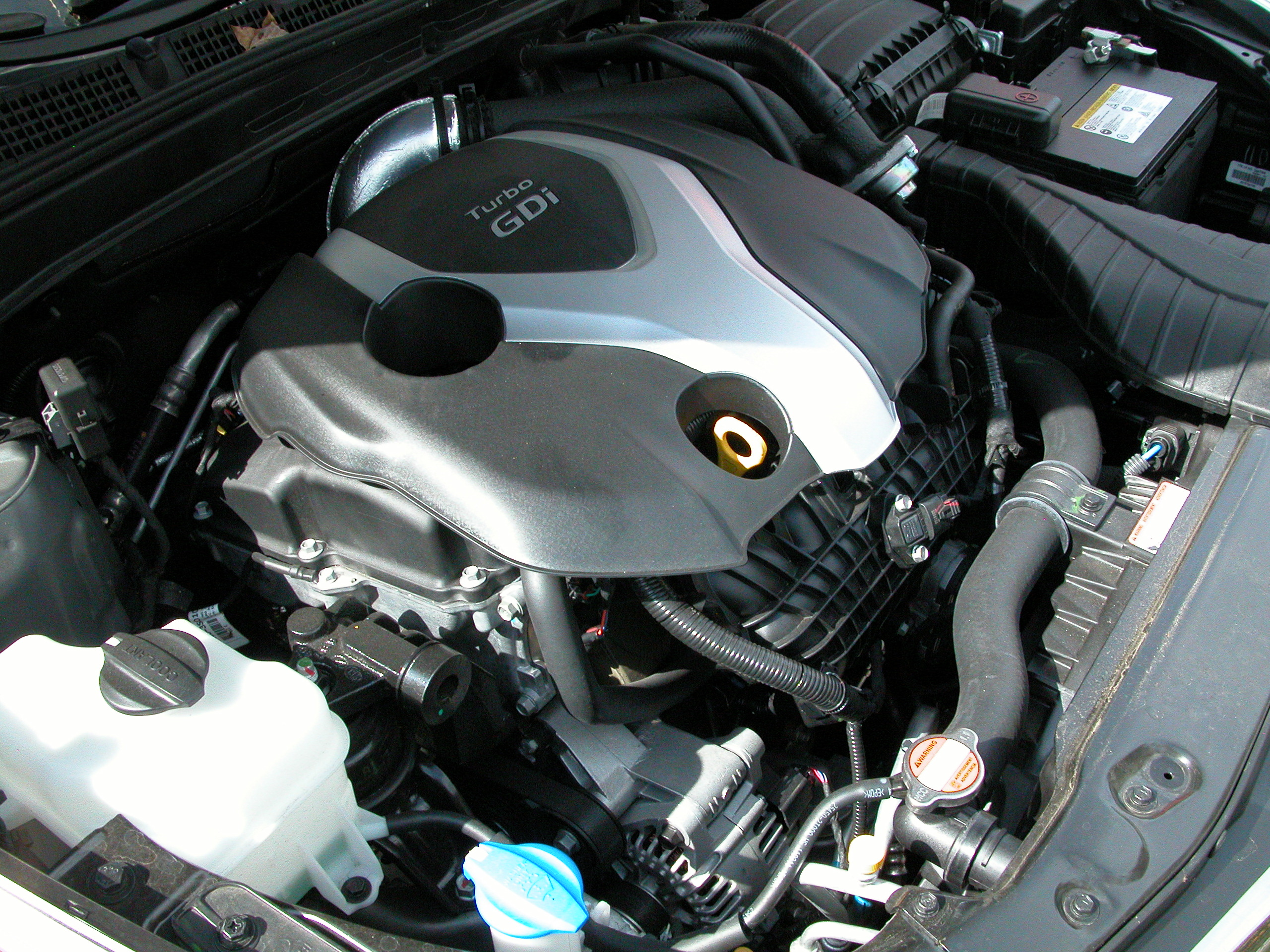
هیوندای سوناتا لیمیتد ۲٫۰ تی ۲۰۱۱، موتور توربو GDI

اولین تکرار موتور ۲٫۰ لیتری T-GDI در نسل ششم سوناتا و نسل سوم اپتیما استفاده شد، نسبت تراکم ۹٫۵:۱ است و موتور ۲۶۱–۲۷۸ اسب بخار متری (۱۹۲–۲۰۴ کیلووات؛ ۲۵۷–۲۷۴ اسب بخار) را توسعه می‌دهد. در ۶۰۰۰ دور در دقیقه و ۳۷٫۲ کیلوگرم متر (۲۶۹ پوند-فوت؛ ۳۶۵ نیوتن متر) گشتاور بین ۱۷۵۰ دور در دقیقه و ۴۵۰۰ دور در دقیقه.
تکرار دوم موتور به روز شده، کنترل‌های CVVT را از هیدرولیک به الکترونیکی همراه با توربوی کوچکتر برای بهبود پاسخگویی و مصرف سوخت تغییر داد، در نسل هفتم سوناتا و نسل چهارم اپتیما استفاده شد، نسبت تراکم ۱۰٫۰:۱ است و موتور توسعه می‌یابد. ۲۴۵–۲۴۸ اسب بخار متری (۱۸۰–۱۸۲ کیلووات؛ ۲۴۲–۲۴۵ اسب بخار) در ۶۰۰۰ دور در دقیقه و ۳۶ کیلوگرم متر (۲۶۰ پوند-فوت؛ ۳۵۳ نیوتن متر) گشتاور بین ۱۳۵۰ دور در دقیقه و ۴۰۰۰ دور در دقیقه.
نسخه پرقدرت نسخه دوم از یک توربوشارژر بزرگتر برای بهبود قدرت استفاده می‌کند، از آن در آی ۳۰ ان و ولوستر ان استفاده می‌شود، نسبت تراکم ۹٫۵:۱ است و موتور ۲۵۰–۲۷۵ اسب بخار متری (۱۸۴–۲۰۲ کیلووات؛ ۲۴۷–۲۷۱ اسب بخار) توسعه می‌یابد. در ۶۰۰۰ دور در دقیقه و ۳۶ کیلوگرم متر (۲۶۰ پوند-فوت؛ ۳۵۳ نیوتن متر) گشتاور بین ۱۴۵۰ دور در دقیقه و ۴۷۰۰ دور در دقیقه، برای کونا ان و النترا ان توان خروجی ۲۸۰ اسب بخار متری (۲۰۶ کیلووات؛ ۲۷۶ اسب بخار) است. در ۶۰۰۰ دور در دقیقه و ۴۰ کیلوگرم متر (۲۸۹ پوند-فوت؛ ۳۹۲ نیوتن متر) گشتاور بین ۲۱۰۰ دور در دقیقه و ۴۷۰۰ دور در دقیقه.
برنامه‌های کاربردی
- هیوندای النترا ان (۲۰۲۱–اکنون)
- هیوندای آی ۳۰ ان (۲۰۱۸–اکنون)
- هیوندای کونا ان (۲۰۲۱–اکنون)
- هیوندای سانتافه (۲۰۲۰–۲۰۱۲)
- هیوندای سوناتا (۲۰۱۸–۲۰۰۹)
- هیوندای ولاستر ان (۲۰۱۸–اکنون)
- کیا کی‌ایکس۷ (۲۰۲۱–۲۰۱۶)
- کیا اپتیما (۲۰۱۹–۲۰۱۱)
- کیا سورنتو (UM) (۲۰۱۵–۲۰۲)
- کیا اسپورتیج (۲۰۲۱–۲۰۱۱)

#### ۲٫۰ لیتر FR توربو (GDI (G4KL
برای کاربردهای مبتنی بر RWD، نسبت تراکم ۱۰٫۰:۱ است و موتور ۲۵۲–۲۵۵ اسب بخار متری (۱۸۵–۱۸۸ کیلووات؛ ۲۴۹–۲۵۲ اسب بخار) توسعه می‌یابد. در ۶۲۰۰ دور در دقیقه و ۳۶ کیلوگرم متر (۲۶۰ پوند-فوت؛ ۳۵۳ نیوتن متر) گشتاور بین ۱۴۰۰ دور در دقیقه و ۴۰۰۰ دور در دقیقه.
یک نسخه تنظیم شده که ۱۹۷ اسب بخار متری (۱۴۵ کیلووات؛ ۱۹۴ اسب بخار) را توسعه می‌دهد بین ۴۵۰۰ تا ۶۲۰۰ دور در دقیقه و ۳۶ کیلوگرم متر (۲۶۰ پوند-فوت؛ ۳۵۳ نیوتن متر) گشتاور بین ۱۴۵۰ دور در دقیقه تا ۳۵۰۰ دور در دقیقه برای بازار اروپا استفاده می‌شود.
برنامه‌های کاربردی
- جنسیس جی۷۰ (۲۰۱۷–اکنون)
- جنسیس جی۸۰ (۲۰۲۰–۲۰۱۷)
- کیا استینگر (۲۰۱۷–اکنون)

### تتا II HEV

#### ۲٫۴ لیتر (G4KK)
نسبت تراکم موتور ۲٫۴ لیتری تتا۲ هیبرید ۱۳٫۰:۱ است، دارای تزریق سوخت چند نقطه ای است و موتور بنزینی ۱۷۱ اسب بخار متری (۱۲۶ کیلووات؛ ۱۶۹ اسب بخار) تولید می‌کند. در ۶۰۰۰ دور در دقیقه و ۲۱٫۶ کیلوگرم متر (۱۵۶ پوند-فوت؛ ۲۱۲ نیوتن متر) گشتاور در ۴۵۰۰ دور در دقیقه، موتور الکتریکی دارای امتیاز ۴۱ اسب بخار متری (۳۰ کیلووات؛ ۴۰ اسب بخار) است. بین ۱۴۰۰ تا ۶۰۰۰ دور در دقیقه با ۲۰٫۹ کیلوگرم متر (۱۵۱ پوند-فوت؛ ۲۰۵ نیوتن متر) گشتاور بین ۰ تا ۱۴۰۰ دور در دقیقه.
کل خروجی سیستم با موتور الکتریکی ۲۱۲ اسب بخار متری (۱۵۶ کیلووات؛ ۲۰۹ اسب بخار) است و ۲۷ کیلوگرم متر (۱۹۵ پوند-فوت؛ ۲۶۵ نیوتن متر) گشتاور.
نسخه جدیدتر این موتور ترکیبی از ۱۵۹ اسب بخار متری (۱۱۷ کیلووات؛ ۱۵۷ اسب بخار) است در ۵۵۰۰ دور در دقیقه و ۲۱ کیلوگرم متر (۱۵۲ پوند-فوت؛ ۲۰۶ نیوتن متر) گشتاور در موتور ۴۵۰۰ دور در دقیقه به اضافه ۵۱ اسب بخار متری (۳۸ کیلووات؛ ۵۰ اسب بخار) بین ۱۷۷۰ تا ۲۰۰۰ دور در دقیقه با ۲۰٫۹ کیلوگرم متر (۱۵۱ پوند-فوت؛ ۲۰۵ نیوتن متر) گشتاور بین ۰ تا ۱۷۷۰ دور در دقیقه موتور الکتریکی برای مجموع قدرت سیستم ۲۰۰ اسب بخار متری (۱۴۷ کیلووات؛ ۱۹۷ اسب بخار) در ۵۵۰۰ دور در دقیقه و ۲۷ کیلوگرم متر (۱۹۵ پوند-فوت؛ ۲۶۵ نیوتن متر) گشتاور.
برنامه‌های کاربردی
- هیوندای گراندور/آزرا هیبرید (۲۰۱۳–اکنون)
- کیا کادنزا/K7 هیبریدی (۲۰۲۱–۲۰۱۳)

### تتا LPG

#### ۲٫۰ لیتر (L4KA)
۲٫۰ لیتر (۱٬۹۹۸ سانتی‌متر مکعب) موتور دارای تزریق LPI است و ۱۳۶–۱۴۴ اسب بخار متری (۱۰۰–۱۰۶ کیلووات؛ ۱۳۴–۱۴۲ اسب بخار) می‌کند در ۶۰۰۰ دور در دقیقه با ۱۸٫۷–۱۹٫۳ کیلوگرم متر (۱۳۵–۱۴۰ پوند-فوت؛ ۱۸۳–۱۸۹ نیوتن متر) گشتاور در ۴۲۵۰ دور در دقیقه.
برنامه‌های کاربردی
- هیوندای سوناتا (۲۰۱۱–۲۰۰۴)
- کیا کارنس (UN) (۲۰۰۶–۲۰۱۳)
- کیا لوتزه (۲۰۱۰–۲۰۰۵)
- کیا کی۵ (۲۰۱۰–۲۰۱۱)

#### ۲٫۴ لیتر (L4KB)
۲٫۴ لیتر (۲٬۳۵۹ سانتی‌متر مکعب) موتور دارای تزریق LPI است و ۱۵۹ اسب بخار متری (۱۱۷ کیلووات؛ ۱۵۷ اسب بخار) می‌کند در ۵۵۰۰ دور در دقیقه با ۲۳ کیلوگرم متر (۱۶۶ پوند-فوت؛ ۲۲۶ نیوتن متر) گشتاور در ۴۲۵۰ دور در دقیقه.
برنامه‌های کاربردی
- هیوندای استارکس (۲۰۰۸–۲۰۲۱)

## فراخوان موتور
خودروهای هیوندای و کیا مجهز به موتور تتا ۲ (gdi) به دلیل این واقعیت که این موتورها موضوع تحقیق توسط اداره ملی ایمنی ترافیک بزرگراه‌ها (NHTSA) بوده و همچنان هستند، فراخوان شدند. تنظیم‌کننده‌های ایمنی در حال بررسی هستند که آیا هیوندای و کیا در خصوص فراخوان نزدیک به ۱٫۷ میلیون وسیله نقلیه با موتور تتا که در معرض صدای غیرعادی و توقیف بودند، به‌موقع به اندازه کافی عمل کردند.
در سپتامبر ۲۰۱۵، هیوندای حدود ۴۷۰۰۰۰ سوناتای مدل سال ۲۰۱۲–۲۰۱۱ مجهز به موتورهای ۲ لیتری و ۲٫۴ لیتری تتا ۲ را فراخوانی کرد. در آن زمان، هیوندای به NHTSA گفت که مشکلات تولید باعث ایجاد زباله‌های فلزی در اطراف میل لنگ موتور شده و باعث ایجاد مشکلاتی در جریان روغن می‌شود. قطعات فلزی با جریان روغن از طریق یاتاقان شاتون تداخل کرده و به میله‌های اتصال آسیب می‌رساند. این خودروساز مشکل را ناشی از فرایند مکانیکی «برداشتن سوراخ» می‌داند که برای حذف زباله‌های ماشینکاری فلزی از میل لنگ استفاده می‌شود.
تا آوریل ۲۰۱۷، هیوندای فراخوان ۲۰۱۵ را با گنجاندن ۵۷۲۰۰۰ خودروی دیگر با موتور تتا ۲، از جمله خودروهای هیوندای سوناتا و سانتافه اسپورت ۲۰۱۴–۲۰۱۳ گسترش داد. هیوندای به تنظیم‌کننده‌های ایمنی گفت که همین مشکل زباله‌های فلزی باعث فراخوان گسترده شده‌است. تقریباً در همان زمان، کیا به NHTSA دربارهٔ فراخوانی بیش از ۶۱۸۰۰۰ خودروی مدل سال ۲۰۱۴–۲۰۱۱ کیا اپتیما، ۲۰۱۴–۲۰۱۲ سورنتو و ۲۰۱۳–۲۰۱۱ اسپورتیج گفت، زیرا یاتاقان‌های موتور تتا خیلی زود فرسوده شده و موتورها را از کار می‌اندازد. کیا گفت که در سال ۲۰۱۵ زمانی که هیوندای برای اولین بار خودروهای خود را فراخوان کرد، این خودروها را فراخوانی نکرد زیرا موتورهای تتا II در خودروهای کیا در خط تولید متفاوتی ساخته شده بودند و مشکلات متفاوتی نسبت به هیوندای داشتند. علاوه بر مشتریانی که از موتورهای تتا۲ شکایت داشتند، یک افشاگر کره ای که در هیوندای به عنوان مهندس کار می‌کرد به NHTSA اطلاع داد که او چه می‌دانست.
همچنین در آوریل ۲۰۱۷، هیوندای و کیا موتورز قصد داشتند ۱۷۰۰۰۰ خودرو را در کره جنوبی از پنج مدل از جمله گراندئور و سوناتا پس از اذعان به نقص در موتورهای تتا۲ به کار رفته در آنها فراخوان کنند. در نهایت ۵۲۰۰۰۰ خودرو در کره جنوبی فراخوان شد.
NHTSA می‌گوید برای «بررسی به موقع بودن و دامنه فراخوان موتور تتا ۲ هیوندای و انطباق هیوندای با الزامات گزارش دهی» اقدام کرده‌است.
در کانادا در سال ۲۰۱۹، هیوندای فراخوانی را برای اکثر خودروهایی که از موتورهای آسیب دیده استفاده می‌کردند، اعلام کرد، اما در سال ۲۰۱۸ یک دادخواست دسته جمعی به دلیل خرابی این موتور مورد استفاده در مدل‌های فورته کانادایی و عدم پشتیبانی سازنده علیه کیا کانادا تشکیل شد.
در ۱ دسامبر ۲۰۲۰، هیوندای و کیا ۴۲۳۰۰۰ خودرو مجهز به موتورهای مختلف را پس از بررسی مشترک هیوندای و NHTSA فراخوان کردند که موتورهای ۲٫۴ لیتری تتا۲ MPI بخشی از آن بودند. این اولین نمونه از فراخوانی انواع MPI این موتورها است. خودروهای آسیب دیده شامل هیوندای سوناتا هیبریدی ۲۰۱۳–۲۰۱۱، هیوندای سانتافه ۲۰۱۲، کیا سورنتو ۲۰۱۳–۲۰۱۲، کیا اپتیما هیبریدی ۲۰۱۳–۲۰۱۱، ۲۰۱۳–۲۰۱۲ کیا فورت ۲، و سپورتا ۲.